# 上京物語
『上京物語』（じょうきょうものがたり）は、新選組リアンの1枚目のアルバム。2010年9月1日にYOSHIMOTO R and Cから発売された。

## 解説
- デビューから11ヶ月後のファーストアルバム。島田紳助プロデュース時に発売された唯一のアルバムである。
- DVD付の初回盤とCDのみの通常盤の2種形態での発売で、ジャケット写真および「豪華版」と称したブックレットの写真内容は初回盤と通常盤では異なる。
- シングル「男道」「本当に僕でいいんですか」「愛の唄」の表題曲・カップリングすべてを収録。ほかにリーダー（当時）の森公平が兼任するサーターアンダギーのシングル「ヤンバルクイナが飛んだ」「沖縄に行きませんか」の新選組リアンバージョン2曲、新曲5曲を加えた構成。「沖縄に行きませんか」は編曲が全く異なり、エレクトロ・ポップ調になっている。
- 通常盤のみシークレットトラックとして、「沖縄に行きませんか」の別バージョン「京都に行きませんか」を収録。木魚や鐘の音色のイントロから始まり、歌詞に「祇園」「清水」「舞妓さん」など、京都に関連した単語が多く入っている。
- アルバム発売記念のラッピングバス「リアン号」が作られた。8月12日に京都・平安神宮にて道中の安全とヒット祈願の式典が行われた後に出発、約2週間かけて東京まで走行した[1][2]。アルバムに「リアン号」という同名の楽曲がある。
- 発売2日前の8月30日に後楽園ホールで行われたイベントにて、“「愛の唄」握手会の参加人数が目標に達しなかった”として断髪式を敢行した森が「（アルバム）3万枚を売り上げられなかったら次はワキ毛を剃ります」という公約を宣言した[3]。その後この件に関しては触れられていない[4]。

## 収録曲
1. 男道 （4:16）
  - 作詞：カシアス島田、作曲：高原兄、編曲：斎藤文護

デビューシングル。
2. キラキラ （3:54）
  - 作詞・作曲：想ワレ、編曲：大西省吾

3rdシングルカップリング。
3. ヤンバルクイナが飛んだ  （4:25）
  - 作詞：カシアス島田、作曲：松井亮太、編曲：斎藤文護

サーターアンダギーの1stシングルの新選組リアンバージョン。同一の編曲家だが、バックトラックは異なる。
4. 愛の唄 （5:29）
  - 作詞：カシアス島田、作曲：松井亮太、編曲：小澤正澄

3rdシングル。
5. 誠 （3:32）
  - 作詞：カシアス島田、作曲：高原兄、編曲：斎藤文護

2ndシングルカップリング。
6. シンプル （4:30）
  - 作詞・作曲：小形誠、編曲：倉内達矢
7. 桃栗三年柿八年 （4:36）
  - 作詞：カシアス島田、作曲：高原兄、編曲：斎藤文護

1stシングルカップリング。
8. 沖縄に行きませんか （5:00）
  - 作詞：カシアス島田、作曲：松井亮太、編曲：前馬宏充

サーターアンダギーの2ndシングルの新選組リアンバージョン。松岡卓弥がコーラスで参加。
9. 侍 （4:57）
  - 作詞：カシアス島田、作曲：高原兄、編曲：高橋浩一郎
10. 本当に僕でいいんですか （5:20）
  - 作詞：カシアス島田、作曲：松井亮太、編曲：鴇沢直

2ndシングル。
11. プラットホーム （3:56）
  - 作詞：カシアス島田、作曲：宮城宏典、編曲：日暮和広

関義哉ソロ楽曲。
12. 負けないで （3:54）
  - 作詞：カシアス島田、作曲：TOZY、編曲：増本直樹
13. リアン号 （4:53）
  - 作詞：カシアス島田、作曲：松井亮太、編曲：高橋浩一郎
14. 京都に行きませんか （5:10）
  - 作詞：カシアス島田、作曲：松井亮太

通常盤のみシークレットトラックとして収録。正式な楽曲タイトルは後のコンサートにおいて明らかにされた。

## DVD
（初回盤のみ）
- メイキング映像

オーディション、デビュー、イベント等で撮影された映像を編集したもの。

## 特典
- 豪華28Pブックレット
- 全国コンサートツアー チケット先行予約案内
- アルバム&シングル連動特典プレゼントキャンペーン応募ハガキ
- トレーディングカード